# Jarosław Kuszewski
Jarosław Józef Kuszewski (ur. 21 października 1935 w Kielcach, zm. 27 lipca 2016 w Bydgoszczy) – polski aktor.

## Życiorys
Początkowo był aktorem scen wrocławskich, występował w Teatrze Młodego Widza i Teatrze Współczesnym (do 1968). Następnie przeprowadził się do Warszawy, gdzie grał na scenach Teatru Klasycznego (1968–1970) i Teatru Współczesnego (1970–1972). W 1973 ukończył studia na Wydziale Reżyserskim PWST w Warszawie. Po przeprowadzce do Opola był aktorem i reżyserem Teatru Ziemi Opolskiej w Opolu. W latach 1973–1976 był dyrektorem naczelnym i artystycznym, a następnie jako aktor i reżyser był związany z Teatrem Bałtyckim w Koszalinie oraz Teatrem im. J. Szaniawskiego w Płocku. Od 1979 przez dwa lata kierował Teatrem Dramatycznym w Gdyni. W 1985 został aktorem Teatru Polskiego w Bydgoszczy, gdzie po przejściu na emeryturę w 1989 pozostał i zmarł. Spoczywa na cmentarzu w Rumi-Janowie.
Ojciec Kacpra Kuszewskiego, również aktora.

## Filmografia
- Legenda (1970)
- Album polski (1970)
- Sąsiedzi (1969)
- Stawka większa niż życie (epizod XIII) (1968)
- Morderca zostawia ślad (1967)
- Fatalista (1967)
- Rękopis znaleziony w Saragossie (1964)
- Giuseppe w Warszawie (1964)
- Agnieszka 46 (1964)
- Rozwodów nie będzie (epizod III) (1963)
- Nafta (1961)
- Matka Joanna od Aniołów (1960)
- Pigułki dla Aurelii (1958)
- Ostatni strzał (1958)
- Zimowy zmierzch (1956)
- Cień (1956)